# Colaconemataceae
Colaconemataceae J.T. Harper & G.W. Saunders, 2002 é o nome botânico de uma família de algas vermelhas pluricelulares da ordem Colaconematales.

## Gêneros
- Colaconema